# Mario Gianni
Mario Gianni (19. listopad 1902 Janov, Italské království – červenec 1967 Milán, Itálie) byl italský fotbalový brankář i trenér.
Fotbalovou kariéru začal v Pise, kde byl u poraženého celku ve finále ligy ze sezony 1920/21. V roce 1924 přestoupil do Bologne a s klubem spojil zbytek kariéry. Za 12 let hraní u Rossoblù získal tři tituly (1924/25, 1928/29, 1935/36) a dvě výhry ve Středoevropském poháru (1932, 1934).
Za reprezentaci odchytal 6 utkání a obdržel 11 branek. Ve své době byl ve velké konkurenci brankařů jako jim byli Gianpiero Combi, Giovanni De Prà, Carlo Ceresoli a Giuseppe Cavanna. Také proto byl jen u jednoho mezinárodního turnaje o MP 1931–1932.
Po fotbalové kariéře se stal trenérem. Největší úspěch bylo vítězství ve třetí lize (1938/39 a 1942/43).

## Hráčská statistika
| Sezóna  | Klub    | Liga      | Liga   | Liga | Ligové poháry | Ligové poháry | Ligové poháry | Kontinentální poháry | Kontinentální poháry | Kontinentální poháry | Celkem | Celkem |
| Sezóna  | Klub    | Soutěž    | Zápasy | Góly | Soutěž        | Zápasy        | Góly          | Soutěž               | Zápasy               | Góly                 | Zápasy | Góly   |
| ------- | ------- | --------- | ------ | ---- | ------------- | ------------- | ------------- | -------------------- | -------------------- | -------------------- | ------ | ------ |
| 1920/21 | Pisa    | 1. Divize | ?      | -?   | -             | 0             | 0             | -                    | 0                    | 0                    | ?      | -?     |
| 1921/22 | Pisa    | 1. Divize | 8      | -13  | -             | 0             | 0             | -                    | 0                    | 0                    | 8      | -13    |
| 1922/23 | Pisa    | 1. Divize | 8      | -18  | -             | 0             | 0             | -                    | 0                    | 0                    | 8      | -18    |
| 1923/24 | Pisa    | 1. Divize | ?      | -?   | -             | 0             | 0             | -                    | 0                    | 0                    | ?      | -?     |
| 1924/25 | Bologna | 1. Divize | 28     | -27  | -             | 0             | 0             | -                    | 0                    | 0                    | 28     | -27    |
| 1925/26 | Bologna | 1. Divize | 24     | -18  | -             | 0             | 0             | -                    | 0                    | 0                    | 24     | -18    |
| 1926/27 | Bologna | 1. Divize | 28     | -32  | -             | 0             | 0             | -                    | 0                    | 0                    | 28     | -32    |
| 1927/28 | Bologna | 1. Divize | 33     | -33  | -             | 0             | 0             | -                    | 0                    | 0                    | 33     | -33    |
| 1928/29 | Bologna | 1. Divize | 32     | -24  | -             | 0             | 0             | -                    | 0                    | 0                    | 32     | -24    |
| 1929/30 | Bologna | Serie A   | 28     | -36  | -             | 0             | 0             | -                    | 0                    | 0                    | 28     | -36    |
| 1930/31 | Bologna | Serie A   | 10     | -9   | -             | 0             | 0             | -                    | 0                    | 0                    | 10     | -9     |
| 1931/32 | Bologna | Serie A   | 34     | -33  | -             | 0             | 0             | Stř.P                | 4                    | -4                   | 38     | -37    |
| 1932/33 | Bologna | Serie A   | 34     | -33  | -             | 0             | 0             | -                    | 0                    | 0                    | 34     | -33    |
| 1933/34 | Bologna | Serie A   | 34     | -33  | -             | 0             | 0             | Stř.P                | 8                    | -13                  | 42     | -46    |
| 1934/35 | Bologna | Serie A   | 30     | -34  | -             | 0             | 0             | -                    | 0                    | 0                    | 30     | -34    |
| 1935/36 | Bologna | Serie A   | 30     | -21  | IP            | 2             | -3            | Stř.P                | 2                    | -5                   | 34     | -29    |
| Celkově | Celkově | Celkově   | 338    | -350 | -             | 2             | -3            | -                    | 14                   | -22                  | 354    | -375   |

## Úspěchy

### Klubové
- 3× vítěz italské ligy (1924/25, 1928/29, 1935/36)

### Reprezentační
- 1x na MP (1931–1932 – stříbro)